# Gruppo cosmonauti TsPK 13/RKKE 15/IMBP 6
Il Gruppo cosmonauti TsPK 13/RKKE 15/IMBP 6 è stato selezionato il 29 maggio 2003 ed è composto da nove persone: tre piloti e due ingegneri selezionati dal GCTC, due ingegneri da RKK Ėnergija e un medico dall'Istituto di Problemi Medici e Biologici (IMBP). L'addestramento generale dello spazio (OKP) si è svolto tra il 16 giugno 2003 e il 27 giugno 2005, momento in cui la Commissione Interdipartimentale ha nominato i candidati Cosmonauti Test, tranne Rjazanskij che è stato nominato Cosmonauta Ricercatore. Žukov e Serov si sono ritirati senza essere mai andati nello spazio.
Cosmonauti nel Gruppo TsPK 13:
- Anatolij Ivanišin[1] (Rit.)

Sojuz TMA-22 (Exp 29/30)
Sojuz MS-01 (Exp 48/49)
Sojuz MS-16 (Exp 63)
- Aleksandr Samokutjaev[2] (Rit.)

Sojuz TMA-21 (Exp 27/28)
Sojuz TMA-14M (Exp 41/42)
- Anton Škaplerov[3]

Sojuz TMA-22 (Exp 29/30)
Sojuz TMA-15M (Exp 42/43)
Sojuz MS-07 (Exp 54/55)
Sojuz MS-19 (Expedition 66)
- Evgenij Tarelkin[4] (Rit.)

Sojuz TMA-06M (Exp 33/34)
- Sergej Žukov[5] (Rit.)

Cosmonauti del Gruppo RKKE 15:
- Oleg Artem'ev[6]

Sojuz TMA-12M (Exp 39/40)
Sojuz MS-08 (Exp 55/56)
Sojuz MS-21 (Expedition 67)
- Andrej Borisenko[7] (Rit.)

Sojuz TMA-21 (Exp 27/28)
Sojuz MS-02 (Exp 49/50)
- Mark Serov[8] (Rit.)

Cosmonauta del Gruppo IMBP 6:
- Sergej Rjazanskij[9] (Rit.)

Sojuz TMA-10 (Exp 37/38)
Sojuz MS-05 (Exp 52/53)